# Mètode Arban
El mètode complet de trompeta (en francès Gran méthode complète pour cornet à pistons et de saxhorn parell Arban), més conegut com a mètode Arban, és un mètode pedagògic per als estudiants de trompeta, corneta i altres instruments de vent-metall amb pistons.
L'edició original va ser publicada per Jean-Baptiste Arban en 1864 i mai s'ha deixat d'editar perquè és usat pels intèrprets actuals. Conté centenars d'exercicis que incrementen gradualment la seva dificultat. El mètode comença amb bastants exercicis bàsics i avança a composicions molt avançades, incloent un arranjament d'Arban, famós per la seva dificultat, del "Carnestoltes de Venècia" en forma de Tema i Variacions. Posteriorment va ser editat per Edwin Franko Goldman i Walter M. Smith i anotat per Claude Gordon.
El mètode Arban inclou 150 cançons dins de la secció "L'art de la frase", 68 Etudes, 14 estudis característics, estudis avançats, solos de trompeta, nombrosos exercicis per practicar la lligadura, escales, ornaments i posicions de la llengua.